# Historia druku

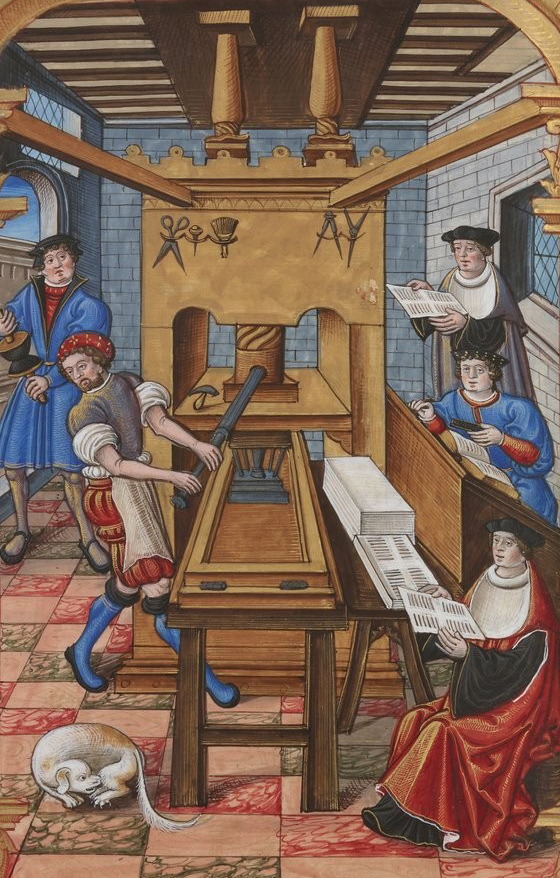
XV-wieczna drukarnia

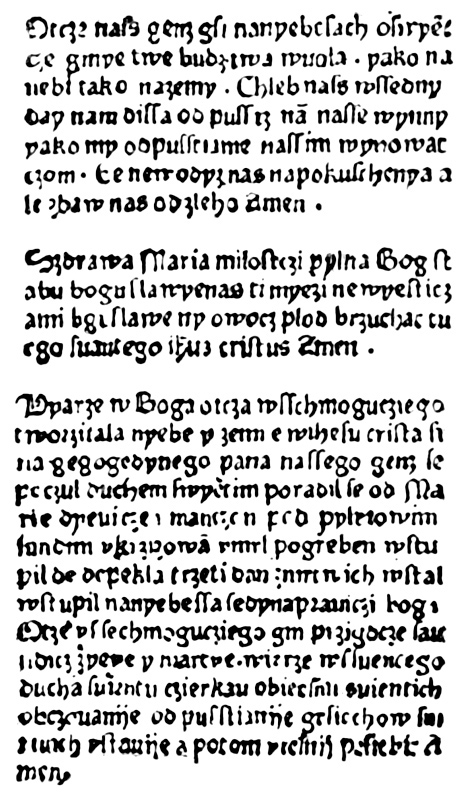
Pierwszy druk w języku polskim wydrukowany w 1475 roku we Wrocławiu przez Kaspera Elyana

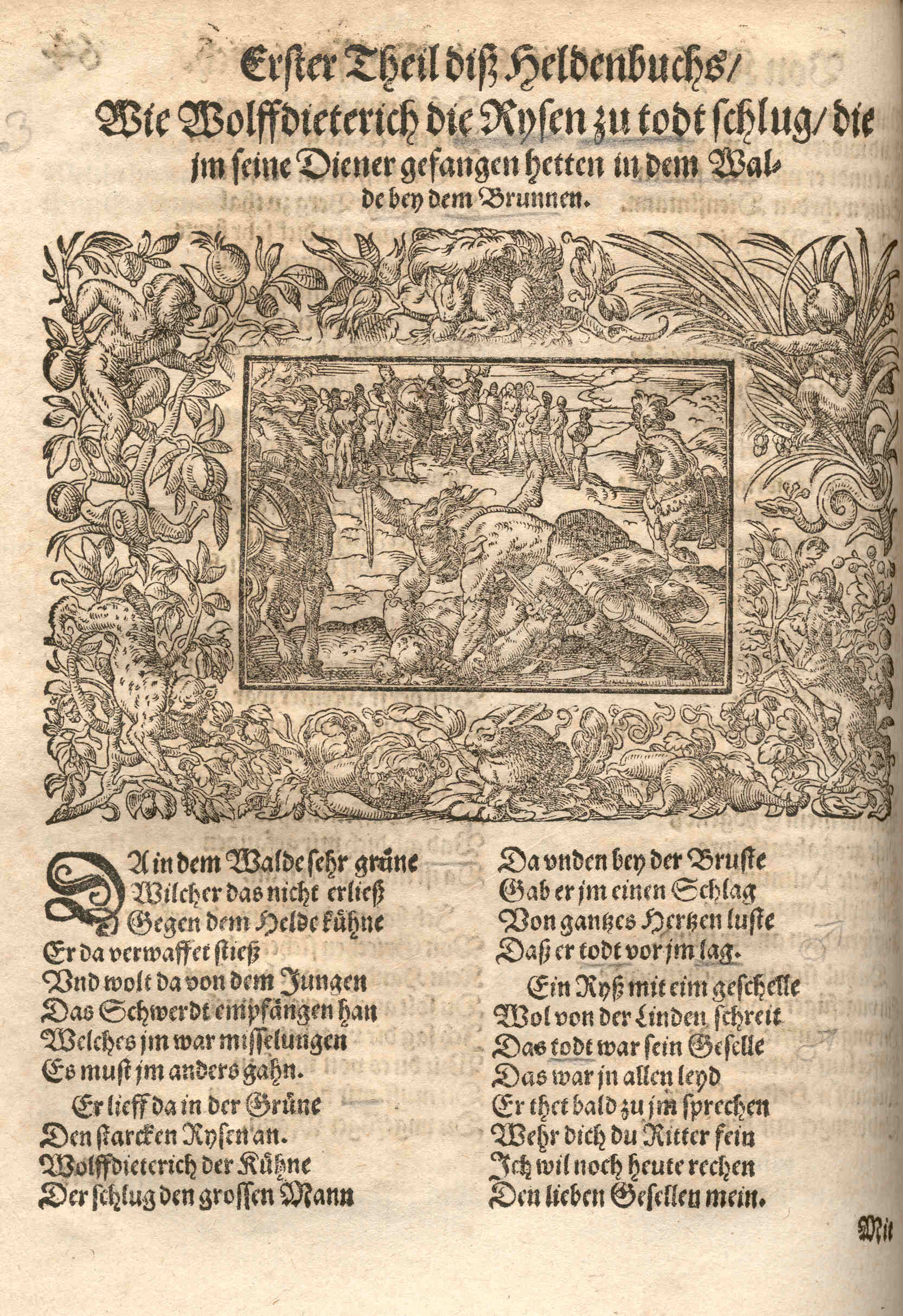
Starodruk

Historia druku – odnosi się do sposobu nanoszenia obrazu metodą odbicia go z formy drukowej na podłoże drukowe za pomocą farby drukowej.
Pierwszym takim podłożem był papier wynaleziony w Chinach najpóźniej w roku 105. Dzięki niemu druk rozwinął się w estampaż, czyli technikę masowego wykonywania odbitek z napisów wyrytych w kamieniu. Pierwszym przedmiotem w pełni zasługującym na miano wyrobu poligraficznego, o którym dzisiaj wiemy, jest odbitka drzeworytnicza wyprodukowana w Chinach kilkaset lat później. Od tego czasu można mówić o poligrafii w pełnym tego słowa znaczeniu, czyli o wydajnym powielaniu treści – zarówno graficznych, jak i tekstowych.
Dyskusyjne jest przeniesienie początków poligrafii wstecz, kiedy to również odbijano obrazy za pomocą środków barwiących, ale robiono to na tkaninach i jedynie w celu zdobienia materiału, a nie dla utrwalania na nim informacji. Natomiast jeszcze wcześniejsza jest historia powielania tekstu i obrazu metodami ręcznymi – czyli kopiowania za pomocą pisania, rysowania i malowania, jak również kopiowania poprzez odciśnięcie kształtu w miękkim materiale, lub wypalenia wzoru za pomocą odciśnięcia formy rozgrzanej do odpowiednio wysokiej temperatury.
Tak więc niezależny rozwój formy do odbijania, środka barwiącego i podłoża odbywał się już dużo wcześniej, a technik tych było wiele, jednak połączenie ich razem w poligrafię, nastąpiło półtora tysiąca lat temu. O wiele starsze są takie wynalazki jak stempel, pismo czy książka.

## Kalendarium
(obejmuje najważniejsze osiągnięcia cywilizacyjne, których zwieńczeniem stał się druk)
- Sumer, Egipt, ok. 2400 p.n.e. – stemple służące do powielania wzorów metodą wytłaczania ich w glinianych tabliczkach, przed ich wypaleniem.
- Wynalazek papirusu; stemple trafiły z Bliskiego Wschodu do Chin, gdzie mogły liczyć nawet kilkaset znaków.
- Dysk z Fajstos datowany na XVII wiek p.n.e. pokryty obustronnie ciągiem ideogramów odciśniętych stemplem.
- Chiny, dynastia Zhou, ok. VII w. p.n.e. – do odlewania brązów, na których umieszczano napisy, używano już pojedynczych „ruchomych” czcionek.
- Grecja – odbijanie barwnych wzorów na tkaninie.
- II w. p.n.e., Bliski Wschód – wynalazek pergaminu.
- Chiny, 105 r. – Cai Lun wynajduje papier czerpany, wyciskany na sicie, wytworzony z łyka drzewa morwowego i wodnej zawiesiny rozdrobnionej i zmielonej kory; współczesne wykopaliska dowodzą jednak, że wynalazek papieru może być co najmniej o 100 lat starszy

Papier zostaje użyty do estampażu (m.in. kopiowania tekstów religijnych).
- VII wiek, Chiny – pierwsze druki drzeworytnicze na papierze.
- VIII wiek, Daleki Wschód – najstarszy drukowany tekst na świecie to buddyjski zwój z zaklęciami, datowany na 704–751 rok. Odkryto go w 1966 roku w świątyni w Bulguksa w Gyeongju w Korei. Druk trafił również do Japonii, gdzie pewną buddyjską sutrę z koreańskiego zwoju wydrukowano w roku 764 w milionie egzemplarzy.
- IX wiek – Za pierwszą wydrukowaną w całości książkę uważa się Sutrę Diamentową z 868 r. Jest to chińskie tłumaczenie sanskryckiego tekstu. Zwój ma 17,5 stopy długości i 10 cali szerokości. Odkrył go w 1907 roku Aurel Stein. Jest przechowywany w British Museum. Zwykłe książki osiągały już wówczas ogromne nakłady. W latach 847–851 wydrukowano kilkaset tys. egz. biografii alchemika Liu Honga. Masowo drukowano również kalendarze. Swoje wiersze drukowali poeci.
- X wiek, Korea, za dynastii Goryeo powstała pierwsza instytucja państwowa zajmująca się sprawami drukowania – w Korei panował wtedy druk z form drewnianych, aczkolwiek mniej udane próby z form kamiennych i miedzianych istniały już wcześniej; Chiński uczony He Ning (898–955) po 22 latach pracy wydał w 953 roku 130-tomową edycję konfucjańskiej klasyki.
- 1041 – chiński kowal Bi Sheng wynalazł czcionkę ruchomą dla pojedynczych znaków. Wykonał ją z wypalanej gliny. Wydarzenie to odnotowal w 1086 r. uczony Shen Kuo pisząc, że wynalazca wyciął w glinie znaki cienkie jak krawędź monety. [...] Osobne czcionki wypalił w ogniu, żeby stały się twarde.
- Tani papier dotarł do Europy wypierając drogi pergamin. Pierwsza europejska papiernia została założona ok. 1100 r. przez Arabów na Sycylii.
- 1107 – W Chinach wynaleziono druk kolorowy – wydrukowano trójkolorowe papierowe banknoty, żeby je zabezpieczyć przed fałszowaniem.
- XIII wiek – w Chinach zaczęto używać czcionek drewnianych; uważa się, że druk wędrował do Europy przez Sinciang i Persję, gdzie w 1294 r. wydrukowano w Tebrizie papierowe pieniądze metodą chińską (nazywano je nawet po chińsku – chao). Swoją rolę w rozprzestrzenieniu się druku odegrali zapewne Mongołowie.
- Obecność papieru w Europie przyśpieszyła rozwój druku ksylograficznego (drzeworytniczego), w kolejnych wiekach powielano tą metodą inicjały i ornamenty, zaś najstarsze odbitki ksylograficzne całych stron zachowane do dzisiaj pochodzą z 1418 r. (tzw. Madonna Brukselska), oraz 1423 (wizerunek św. Krzysztofa z krótkim opisem).
- XV wiek (początek), Korea – pierwsze czcionki metalowe, złoty okres drukarstwa koreańskiego
- XV w., Europa – duch reformacji gwałtownie zwiększył zapotrzebowanie na słowo pisane, równolegle w kilku krajach europejskich doszło do wynalezienia ruchomej (a raczej wymiennej) czcionki, największy sukces odniósł Jan Gutenberg drukując Biblię (zobacz: Biblia Gutenberga), był też wynalazcą aparatu do odlewania czcionek z wymiennych matryc oraz prasy drukarskiej. Jego pierwszy drukowany krój pisma zaskakuje nawet dziś dojrzałością typograficzną. Za wynalazcę europejskiej wersji czcionki, wpierw drewnianej, potem metalowej, uchodzi Holender Laurens Janszoon Coster prowadzący swoją działalność w holenderskim mieście Haarlem w początkach XV w., a więc około 20 lat wcześniej niż Gutenberg w Moguncji. Jako wynalazcy czcionki w Europie wymieniani są również: Jean Brito (Brugia, Belgia), Pamphilo Castaldi (Feltre, Włochy) oraz Prokop Waldvogel – czeski złotnik działający w Awinionie (Francja).
- 1473 – najstarszy druk na ziemiach polskich – Almanach Cracoviense ad annum 1474 wydrukowany po łacinie w Krakowie przez wędrownego drukarza Kaspera Straubego
- 1475 – w Krakowie wydrukowana zostaje pierwsza w Polsce książka drukowana: „Explanatio in psalterium” Jana Turrekrema. W tym samym roku Kasper Elyan wydrukował we Wrocławiu pierwszy druk w języku polskim w „Statuta synodalia episcoporum Wratislaviensium”[1][2].
- 1892 – Adolf Scheufelen, wynalazek papieru powlekanego (powłoka z kaolinu i kazeiny).
- Lata 80. XX wieku – przeniesienie metod przygotowania do druku z zecerstwa do DTP.